# Newbridge (Kildare)
Newbridge lub Droichead Nua – (irl.: Droichead Nua) miasto w hrabstwie Kildare w Irlandii.
Początki miasta sięgają pierwszą połowę dziewiętnastego wieku.
Populacja w 2016 roku wynosiła 22 742 mieszkańców. Newbridge jest największym pod względem liczby mieszkańców miastem w hrabstwie Kildare.